# Waterpolo al Campionat del Món de natació de 2001
La competició de waterpolo al Campionat del Món de natació de 2001 es realitzà al Centre Hakata-no-Mori (categoria masculina) i el Complex Nishi Civic Pool (categoria femenina) de la ciutat de Fukuoka (Japó).

## Resum de medalles
| Event                | Or      | Plata      | Bronze |
| competició masculina | Espanya | Iugoslàvia | Rússia |
| competició femenina  | Itàlia  | Hongria    | Canadà |

## Medaller
| Posició | País       | Or | Plata | Bronze | Total |
| 1       | Espanya    | 1  | 0     | 0      | 1     |
| 1       | Itàlia     | 1  | 0     | 0      | 1     |
| 3       | Hongria    | 0  | 1     | 0      | 1     |
| 3       | Iugoslàvia | 0  | 1     | 0      | 1     |
| 5       | Canadà     | 0  | 0     | 1      | 1     |
| 5       | Rússia     | 0  | 0     | 1      | 1     |
| Total   | Total      | 2  | 2     | 2      | 6     |